# Robert Gibbs

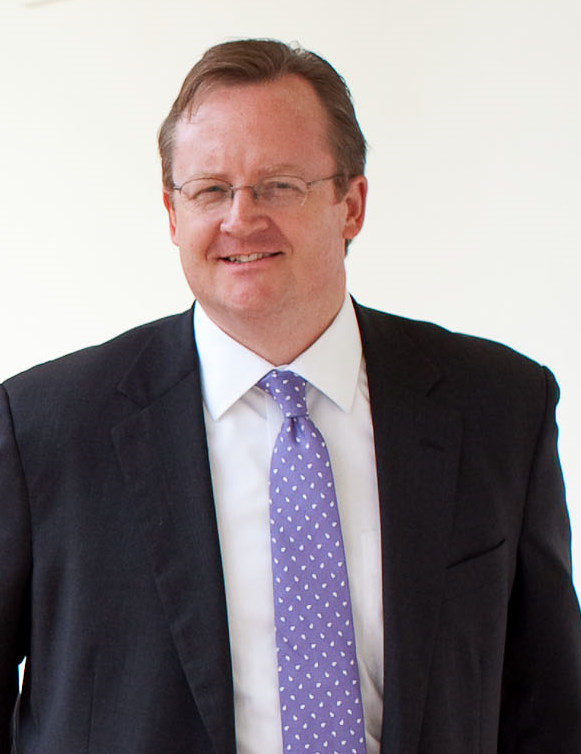
Robert Gibbs (2008)

Robert L. Gibbs, född 29 mars 1971 i Auburn i Alabama, är en amerikansk politisk konsult. Han var Vita husets pressekreterare från 20 januari 2009 till 11 februari 2011. Han var presschef för Barack Obama redan i den vinnande kampanjen till presidentvalet i USA 2008.
Gibbs avlade sin grundexamen i statsvetenskap vid North Carolina State University. Han var presschef för John Kerry i de tidiga skeden av kampanjen inför presidentvalet i USA 2004 men avgick redan 11 november 2003 och ersattes av Stephanie Cutter.